# Jászágó
Jászágó is een plaats (község) en gemeente in het Hongaarse comitaat Jász-Nagykun-Szolnok. Jászágó telt 776 inwoners (2001).